# Церква Царя Христа (Жизномир)
Церква Царя Христа в Жизномирі — парафія і храм греко-католицької громади Золотопотіцького деканату Бучацької єпархії Української греко-католицької церкви в селі Жизномир Чортківського району Тернопільської области.

## Історія церкви
На місці згорілої старої дерев'яної церкви, за підтримки греко-католиків із сусідніх сіл, громада села Жизномир у 1885 році збудувала новий кам'яний храм.
Спочатку парафія належала до Львівської єпархії, а з 1885 року перейшла до новоствореної Станиславівської єпархії. У період будівництва храму парохом села був отець Юліан Левицький. До середини 1930-х років церква мала назву Воздвиження Чесного Хреста Господнього, а потім була перейменована на честь Царя Христа за служіння отця Василя Стрільбицького. Храм діяв до 1946 року.
З 1946 по 1989 рік храм був закритий державною владою і використовувався як зерносховище. Парафія продовжувала діяти підпільно завдяки єпископу Павлові Василику, отцям Миколі та Григорію Сімкайлам, Володимирові Війтишину, а також сестрам-монахиням Згромадження Пресвятої Родини: Платоніді, Титияні та Соломії. Богослужіння відбувалися в їхній хаті та в домівках вірян.
У 1990 році парафія відновила легальну діяльність. Завдяки зусиллям громади та фінансовій підтримці діаспори храм було повністю реконструйовано. Богослужіння проводили отець-декан Йосип Мороз та отець Анатолій-Йосафат Дула. Іконостас у 1991 році виготовив Володимир Федорів з Івано-Франківська.
У 1991—1992 роках Роман Лесів і Михайло Поморський виконали настінні розписи. Роман Лесів також написав дві запрестольні ікони — Царя Христа та Матері Божої.
11 липня 1993 року храм освятив єпископ Івано-Франківської єпархії УГКЦ Павло Василик. Візитації парафії здійснювали: у 1993 році — владика Павло Василик, у 1996 році — владика Михаїл Сабрига, у 2004 році — владика Іриней Білик.
На території парафії також розташовано кілька капличок: Матері Божої, Матері Божої Неустанної Помочі, а також каплиці на місці освячення води на Йордан та з фігурами Ісуса Христителя та Ісуса Христа. Крім того, за кошти вірян встановлено фігуру Матері Божої в урочищі «Монастирок», відновлено цілюще джерело та встановлено фігуру Ісуса Христа. На парафіяльній території налічується 19 хрестів.

## Очільники капеланії, парафії
- о. Григорій Маринович ([1832]-1843), адміністратор
- о. Василь Крушельницький (1843—1845), завідатель
- о. Олексій Павенський(1845—1851), адм., (1851-†17.02.1878), капелан
- о. Юліан Левицький (1878—1880), адм., (1880—1892), капелан, (1892—†6.03.1900), капелан
- о. Антін Одіжинський (1900—†27.02.1925), парох
- о. Володислав Носковський (1925—1927), завідатель
- о. Василь Стрільбицький (1927-[1938]),
- о. Микола Сімкайло,
- о. Григорій Сімкайло,
- о. Володимир Війтишин,
- о. декан Йосип Мороз (з 1990),
- о. Анатолій-Йосафат Дула.